# Sanneke Bos
 (février 2019).
Si vous disposez d'ouvrages ou d'articles de référence ou si vous connaissez des sites web de qualité traitant du thème abordé ici, merci de compléter l'article en donnant les références utiles à sa vérifiabilité et en les liant à la section « Notes et références ».
Pour les articles homonymes, voir BOS.
Sanneke Bos, née en 1971 aux Pays-Bas,, est une actrice néerlandaise.

## Filmographie

### Cinéma
- 1998 : Temmink: The Ultimate Fight (nl) : Ellen
- 2005 : Leef! (nl) : La femme enceinte
- 2007 : Nadine : Nadine
- 2007 : De scheepsjongens van Bontekoe (nl) : La mère de Hajo
- 2008 : Snuf de Hond in oorlogstijd (nl) : Jeltje Verhoef
- 2008 : Snuf de hond en de jacht op Vliegende Volckert (nl) : Jeltje Verhoef
- 2009 : Het leven uit een dag (nl) : Marie
- 2010 : De laatste reis van meneer van Leeuwen (nl) : Anna
- 2010 : Snuf en het spookslot (nl) : Jeltje Verhoef
- 2011 : Tunnelvisie (nl) : Rôle inconnu
- 2012 : Swchwrm : La directrice de l'école
- 2012 : Urfeld (nl) : Ellen
- 2012 : Man in de Crèche Inge
- 2014 : Stuk! (nl) : La mère de Elizabeth
- 2014 : De liefde van mijn leven : La femme
- 2017 : De Terugkeer van de Wespendief : La mère de Ralph
- 2018 : Blijf Van Mijn Kind : Heleen

### Téléfilms
- 1996 : Baantjer :	Linda Janssen
- 1998 : Over de liefde :	Tessa
- 2005 : Grijpstra & De Gier (nl) : Karin Mijbrecht
- 2007 : Van Speijk : Nelly Kappers
- 2007 : Adriaan (nl) : La mère de Adriaan
- 2007 : Flikken Maastricht : Ingrid de Jaegher
- 2008 : Parels & Zwijnen (nl) : Claudia
- 2008 : Voetbalvrouwen (nl) : Irma
- 2008 : Snuf de hond (nl) : Jeltje Verhoef
- 2011 : De geheimen van Barslet (nl) : Roelie Dekker
- 2012 : Moordvrouw : Ida Bremer
- 2012-2013 : Penoza (nl) : La détective
- 2014 : Nieuwe buren (nl) : Sanne van der Leek
- 2017 : De mannentester (nl) : Belle Maes